# Günter Kaltenbrunner
Günter Kaltenbrunner (Znojmo, 27 luglio 1943) è un allenatore di calcio ed ex calciatore austriaco, di ruolo attaccante.

## Carriera
Fu capocannoniere del campionato austriaco nel 1970.

## Palmarès

### Giocatore

#### Competizioni nazionali
- Campionato austriaco: 2

Admira Vienna: 1965-1966
Rapid Vienna: 1967-1968
- Coppa d'Austria: 4

Admira Vienna: 1963-1964, 1965-1966
Rapid Vienna: 1967-1968, 1968-1969

### Allenatore

#### Competizioni nazionali
- Erste Liga: 1

Eisenstadt: 1979-1980